# Pedernales (Ekwador)
Pedernales – miasto w zachodnim Ekwadorze, nad Oceanem Spokojnym, położone w prowincji Manabí, stolica kantonu Pedernales.

## Opis
Miasto znalazło się wśród najbardziej dotkniętych przez trzęsienie ziemi w roku 2016. Obecnie Pedernales jest ośrodkiem turystycznym. Przez miasto przebiega droga krajowa E15 i 382. 

## Baza hotelowa
- Royal Hotel[2]
- Hotel Mr. Robert[3]